# Felicité Makounawode
Felicité Makounawode (* 26. Februar 1971) ist eine ehemalige zentralafrikanische Judoka.
Sie trat bei den Olympischen Sommerspielen 1992 in Barcelona im Halbmittelgewicht an und kam auf Rang 20. Sie war die erste weibliche Teilnehmerin für die Zentralafrikanische Republik bei Olympischen Spielen.